# Polypogon imberbis
Polypogon imberbis är en gräsart som först beskrevs av Rodolfo Amando Philippi, och fick sitt nu gällande namn av Friedrich Federico Richard Adelbert Adelbart Johow. Polypogon imberbis ingår i släktet skäggrässläktet, och familjen gräs. Inga underarter finns listade i Catalogue of Life.